# سكوت بيلجرام يواجه العالم
سكوت بيلجرام يواجه العالم (بالإنجليزية: Scott Pilgrim vs. the World) هو فيلم كوميديا أمريكي صدر في 2010 من إخراج إدجار رايت، الذي قام بكتابة السيناريو مع مايكل بكال، مستوحى عن القصص المصورة Scott Pilgrim ل براين لي أومالي. الفيلم من بطولة مايكل سيرا بدور موسيقي كندي يدعى «سكوت بليجرام» الذي يلتقى بفتاة أحلامه وتدعى «رامونا فلاورز» (ماري إليزابيث وينستد). من أجل يصبح مع «رامونا»، على «سكوت» هزيمة جميع عشاقها السابقين، الذين قدموا لقتله.
صدر الفيلم 13 أغسطس 2010، وعلى الرغم من تلقيه مراجعات ممتازة من النقاد إلا أنه فشل في شباك التذاكر ولم يتسطع تجاوز ميزانيته. الفيلم حقق مبيعات جيدة على إصدراه على أقراص، حيث أصبح أكثر الأفلام مبيعاً على Amazon.com خلال اليوم الأول من صدوره، وكسب منذ ذلك الحين قاعدة جماهيرية.

## الممثلون
- مايكل سيرا بدور «سكوت بيلجرام»
- ماري إليزابيث وينستد بدور «رامونا فلاورز»
- كيران كولكن بدور «والاس ويلز»
- إلين وونغ بدور «نايفز تشاو»
- أليسون بيل بدور «كيم باين»
- أنا كندريك بدور «ستيسي بيلجرام»
- مارك ويبر بدور «ستفين ستايلز»
- جوني سيمونز بدور «نيل نوردغراف»
- بري لارسون بدور «إنفي»
- أوبري بلازا بدور «جولي بورز»

عشاق رامونا السابقين (بالترتيب)
- ساتيا بهابها بدور «ماثيو باتل»
- كريس إيفانز بدور «لوكاس لي»
- براندون روث بدور «تود انجرام»
- ماي ويتمان بدور «روكسي»
- شوتا سايتو بدور «كايل»
- كيتا سايتو بدور «كين»
- جيسن شوارتزمن بدور «جيدين غوردون جريفز»

## الاستقبال النقدي
تلقى الفيلم مراجعات إيجابية من معظم النقاد. 81% من المراجعات جائت إيجابية على موقع الطماطم الفاسدة بنائاً على 217 مراجعة، مع متوسط تقييم 10/7.5. كان الإجماع النقدي للموقع: «ربما السيناريو ليس باهر بقدر المؤثرات البصرية، لكن سكوت بيلجرام يواجه العالم سريع ومضحك وإبداعي.» على ميتاكريتيك حاصل على متوسط تقييم 100/69 بناءً على 38 مراجعة.

## روابط خارجية
- سكوت بيلجرام يواجه العالم على موقع IMDb (الإنجليزية)
- سكوت بيلجرام يواجه العالم على موقع ميتاكريتيك (الإنجليزية)
- سكوت بيلجرام يواجه العالم على موقع روتن توميتوز (الإنجليزية)
- سكوت بيلجرام يواجه العالم على موقع نتفليكس (الإنجليزية)
- سكوت بيلجرام يواجه العالم على موقع قاعدة بيانات الأفلام العربية
- سكوت بيلجرام يواجه العالم على موقع ألو سيني (الفرنسية)
- سكوت بيلجرام يواجه العالم على موقع Turner Classic Movies (الإنجليزية)
- سكوت بيلجرام يواجه العالم على موقع أول موفي (الإنجليزية)
- سكوت بيلجرام يواجه العالم على موقع أول موفي (الإنجليزية)
- سكوت بيلجرام يواجه العالم على موقع بوكس أوفيس موجو (الإنجليزية)